# Mitaka (Tokio)
Mitaka (三鷹市 Mitaka-shi?) es una comuna localizada en Tokio (Japón), fundada el 3 de noviembre de 1950. Su población estimada para el año 2025 es de 195 625 habitantes. El Museo Ghibli está situado en esta comuna, al igual que la Universidad Cristiana Internacional.
En el año 2021, la comuna acogió a la delegación de Chile en los Juegos Paralímpicos de Tokio.

## Enlaces externos

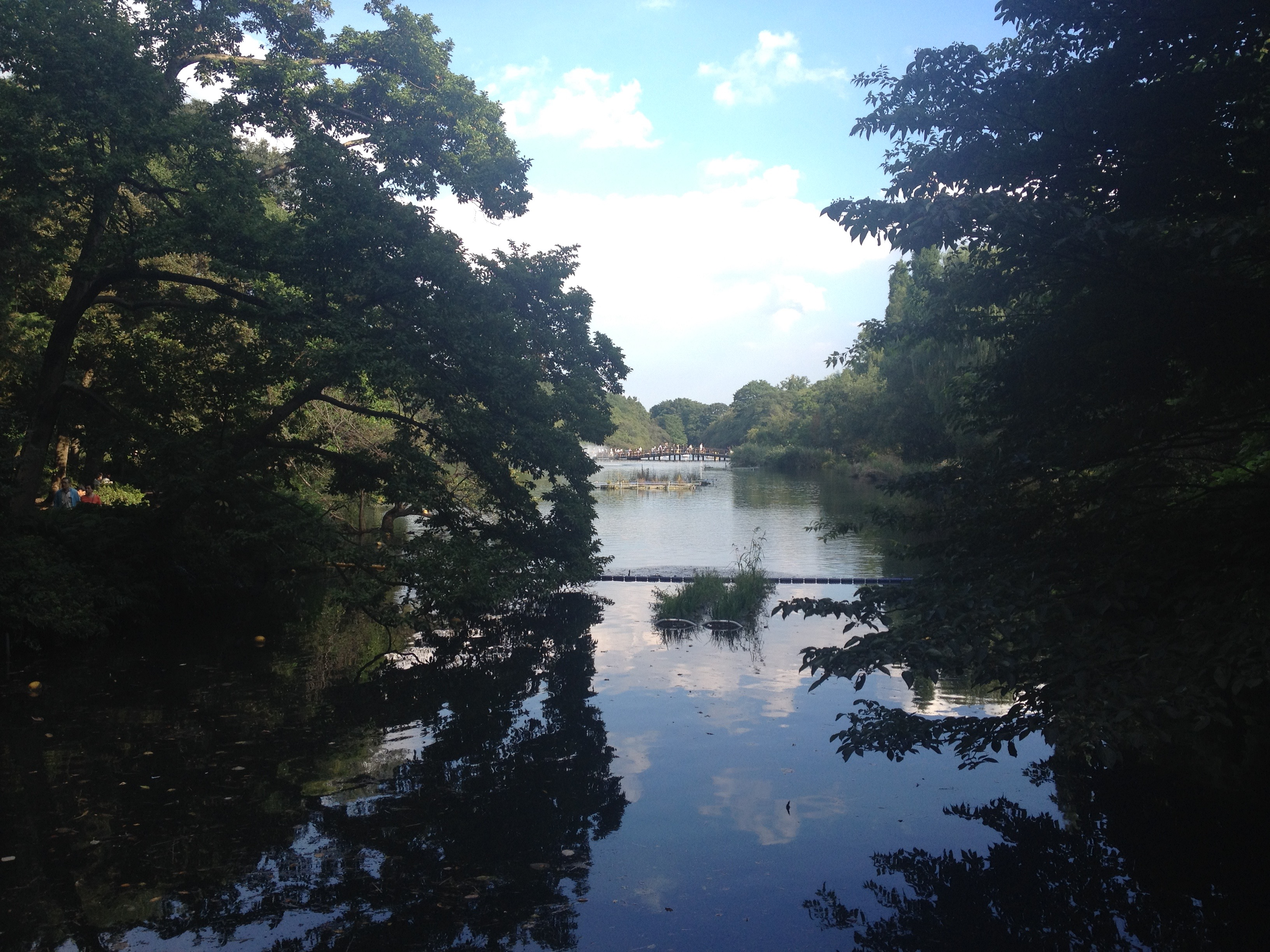
Parque de Mitaka